# Giorgio Anglesio
Giorgio Anglesio   (Torí, 13 d'abril de 1922 - Rocca Canavese, 24 de juliol de 2007) va ser un tirador d'esgrima italià que va competir durant la dècada de 1950.
El 1956 va prendre part en els Jocs Olímpics d'Estiu de Melbourne, on guanyà la medalla d'or en al prova d'espasa per equips del programa d'esgrima.
En el seu palmarès també destaquen sis medalles d'or al Campionat del món d'esgrima entre les edicions de 1950 i 1957, així com una medalla de plata i una de bronze als Jocs del Mediterrani de 1955. El 1954 guanyà el campionat italià individual.